# Karl Bulling
Karl Bulling (* 24. Juli 1885 in Ilmenau; † 30. März 1972 in Jena) war ein deutscher Bibliothekar.

## Leben
Bulling, Sohn des Handschuhfabrikanten Adolf Bulling, besuchte das Gymnasium in Schleusingen und studierte anschließend Deutsch, Geschichte, Latein und Philosophie in München und Leipzig. Er wurde 1910 in Leipzig promoviert und legte 1914 das Staatsexamen ab. Im gleichen Jahr wurde er Wissenschaftlicher Hilfsarbeiter an der Universitätsbibliothek Jena, bevor er mit Beginn des Ersten Weltkriegs als Soldat einberufen wurde. Im Krieg geriet er in Kriegsgefangenschaft, aus der er erst 1920 entlassen wurde.
Im selben Jahr wurde Bulling Hilfsbibliothekar an der UB Jena und 1924 Bibliotheksrat. Im Zweiten Weltkrieg wurde er 1945 bei einem Bombenangriff in der Bibliothek verschüttet und schwer verletzt.
Nach dem Ende des Zweiten Weltkriegs wurde Bulling 1945 stellvertretender (bzw. von 1952 bis 1954 kommissarischer) Direktor der Universitätsbibliothek Jena. 1958 wurde ihm der Titel Professor verliehen. Er ging 1960 in den Ruhestand.

## Veröffentlichungen
- Johann Baptist von Alxinger, Voigtländer, Leipzig 1914 (Leipzig, Univ., Diss., 1914).
- Goethe als Erneuerer und Benutzer der jenaischen Bibliotheken: Gedenkgabe der Universitätsbibliothek Jena zu Goethes hundertstem Todestag. Frommann, Jena 1932 (Claves Jenenses; 2).
- Zur Jenaer Tätigkeit des Weimarer Bibliothekars Christian August Vulpius während der Jahre 1802 bis 1817. In: Zeitschrift des Vereins für Thüringische Geschichte und Altertumskunde, 1941, Beih. 23, S. 102–116.
- A. J. Penzel und Chr. L. Lenz, zwei Bittsteller aus Goethes Spätzeit: fünf unbekannte Briefe zur Geschichte der Jenaer Bibliothek. In: Goethe, Bd. 12 (1950), S. 260–275.
- Aus der Jenaer bibliothekarischen Tätigkeit Johann Samuel Erschs: ein Beitrag  zu Goethes Plan eines Gesamtkatalogs der Weimarischen Bibliotheken. In: Heinrich Roloff (Hrsg.): Bibliothek, Bibliothekar, Bibliothekswissenschaft: Festschrift Joris Vorstius zum 60. Geburtstag dargebracht. Harrassowitz, Leipzig 1954, S. 297–315.
- Theodor Lockemann zum Gedächtnis. In: Wissenschaftliche Zeitschrift der Friedrich-Schiller-Universität, Jena, Jg. 4. (1954/55), S. 256–259.
- Die Erneuerung der Universitätsbibliothek Jena unter Goethes Leitung 1817–1824. In: Geschichte der Universitätsbibliothek Jena: 1549–1945. Hermann Böhlaus Nachfolger, Weimar 1958 (Claves Jenenses; 7), S. 390–433.
- Der Jenaer Professor der Geschichte Johann Gottfried Müller als Universitäts-Bibliothekar. In: Forschungen zur Thüringischen Landesgeschichte, 1958, S. 444–458.
- Schiller als Benutzer der Universitätsbibliothek Jena. In: Wissenschaftliche Zeitschrift / Friedrich-Schiller-Universität Jena. Gesellschafts- und sprachwissenschaftliche Reihe, Bd. 8  (1958), S. 471–473.
- Die Rezensenten der Jenaischen Allgemeinen Literaturzeitung.
  - Teil 1: Im ersten Jahrzehnt ihres Bestehens: 1804–1813. Böhlau, Weimar 1962 (Claves Jenenses; 11)
  - Teil 2: Im zweiten Jahrzehnt ihres Bestehens: 1814–1823. Böhlau, Weimar 1963 (Claves Jenenses; 12)
  - Teil 3: Im dritten Jahrzehnt ihres Bestehens: 1824–1833. Böhlau, Weimar 1965 (Claves Jenenses; 13)